# Radnai László (kézilabda-játékvezető)
Radnai László (Pécs, 1938. szeptember 23. – Pécs, 1996. március 26.) magyar és nemzetközi kézilabda-játékvezető. Pécsi és Baranya megyei kézilabda- és sportszövetségi vezető.

## Pályafutása
- 1961 és 1985 között magyar és nemzetközi kézilabda-játékvezető, több mint 300 élvonalbeli és alacsonyabb osztályú mérkőzést vezetett. Számos mérkőzésen Kiss Lászlóval alkotott bírói párost.[1]
- 1963–1971 – Baranya Megyei Kézilabda-szakszövetség titkára[2]
- 1965-től a Baranya Megyei Kézilabda-szövetség elnökségi tagja, 1971-től elnökhelyettese.
- 1975–1980 – Pécs Városi Sportfelügyelőség főelőadója
- 1980-ban kinevezik a Baranya megyei Sportszövetségi és Rendezvényiroda (SPORI) vezetőjévé.[3]

### NBII-es mérkőzések
| Időpont              | Helyszín  | Mérkőzés típusa         | Mérkőzés                      | Eredmény | Játékvezető |
| -------------------- | --------- | ----------------------- | ----------------------------- | -------- | ----------- |
| 1967. augusztus 10.  | Dunakeszi | NBII-es bajnoki (férfi) | Dunakeszi Vasutas – Kilián SE | 18 – 16  | Radnai      |
| 1966. szeptember 25. | Vác       | NBII-es bajnoki (férfi) | TFSE–Váci Fonó                | 15 – 14  | Radnai      |
| 1966. augusztus 13.  | Budapest  | NBII-es bajnoki (férfi) | KISTEXT–Szarvasi Spartacus    | 21 – 11  | Radnai      |

### Magyar Kupa
| Időpont          | Helyszín             | Mérkőzés típusa                                 | Mérkőzés            | Eredmény | Játékvezetők   |
| ---------------- | -------------------- | ----------------------------------------------- | ------------------- | -------- | -------------- |
| 1977. március 6. | Budapest, Körcsarnok | Magyar Kupa döntőjének csoportmérkőzése (férfi) | FTC – Szegedi Volán | 22 – 15  | Radnai, Berkes |

### Válogatott
| Időpont             | Helyszín | Mérkőzés típusa           | Mérkőzés                   | Eredmény | Játékvezetők                         |
| ------------------- | -------- | ------------------------- | -------------------------- | -------- | ------------------------------------ |
| 1968. augusztus 22. | Pécs     | válogatott mérkőzés (női) | Magyarország – Szovjetunió | 7 – 5    | Vojvodics; góljelzők: Radnai, Kiss L |